# Sant Ramon de l'Aldea
Sant Ramon de l'Aldea és una església de l'Aldea (Baix Ebre) inclosa a l'Inventari del Patrimoni Arquitectònic de Catalunya.

## Descripció
Realitzada amb aparell irregular de pedra consolidat amb argamassa. Té la coberta plana i planta basilical. Només té decorada i arrebossada la façana principal, rematada amb un àtic sobre el qual hi ha una espadanya. La separació entre l'àtic i la resta de la façana està marcada amb una mena d'entaulament. També té una sèrie de finestres cegues de forma arquejada. A la part dreta de l'edifici s'hi troben, annexes, la sagristia i la casa del capellà.

## Història
La construcció data de l'any 1909 i amb reparació als anys 1944-1944.